# 김후직
김후직(金后稷, ?~?)은 신라 초기의 왕족이자 귀족으로 신라 지증왕의 증손이자 진평왕 대의 충신이다. 이찬 (이찬을 지냈으며, 진평왕 2년인 580년부터는 병부령(兵部令)이 되었다. 삼국사기에 열전이 남아 있다.

## 생애
삼국사기와 삼국유사에는 그가 지증왕의 증손이라고 언급되어 있다. 경주김씨 족보에는 그가 진흥왕의 셋째 아들이며 동륜태자 및 진지왕의 동생이라 한다.
진평왕이 사냥을 좋아하고 정사를 멀리하자, 김후직은 왕에게 간하였다. 김후직은 노자(老子)의 도덕경과 공자의 서경(書經)을 인용하며, "노자는 말 달리며 사냥하는 것은 사람의 마음을 미치게(狂) 한다 하였으며, 서경에는 안으로 여색에 빠지거나, 밖으로 사냥에 빠지게 되면 망하지 않을 수 없다라고 하였습니다. (중략) 전하께서는 유념하소서."라고 간하였다. 그러나 왕은 이를 받아들이지 않았고, 김후직이 재차 간하여도 듣지 않았다.
훗날 김후직이 병들어 죽게 되었다. 후직은 세 아들을 불러 다음과 같이 일렀다.
"내가 신하로써 능히 임금의 나쁜 행동을 구하지 못했다. 왕께서 놀이에 계속 빠져 계시면 패망에 이를까 근심이다. 내가 죽어도 반드시 임금을 깨우쳐 줄까 생각한다. 그러니 내 뼈를 왕이 사냥다니시는 길가에 묻어라." 이에 아들들은 김후직의 묘를 왕이 사냥다니는 길가에 묻었다.
나중에 진평왕이 사냥을 나가는데 어딘가 멀리서 "가지 마시오!"라고 소리치는 것이 들렸다. 신하들에게 물어보니 이는 김후직의 무덤에서 나는 소리였다. 그리고 왕은 김후직이 죽으면서 한 얘기를 듣게 되었다. 이에 왕이 눈물을 흘리며 말하기를, "그대의 충성스러운 간함은 죽은 후에도 잊지 않는구나. 만약 이를 듣고도 고치지 않는다면, 살아서나 죽어서나 어찌 낯을 들고 다닐 수 있겠는가?"라 했다. 그리고 이후 왕은 사냥을 하지 않았다.
현재 경주역에서 포항시로 가는 국도 길가에 그의 묘가 남아 있다고 한다.

## 가계
- 할아버지 : 입종 갈문왕(다른 이름은 사부지 갈문왕)
- 할머니 : 미상
- 아버지 : 진흥왕
- 어머니 : 미상
  - 형 : 동륜태자
    - 조카 : 진평왕

  - 동생 : 진지왕

## 김후직이 등장하는 작품
- 《삼국기》(KBS, 1992년~1993년, 배우 : 김봉근)
- 《대왕의 꿈》(KBS, 2012년, 배우 : 박칠용)

## 참고 자료
- 삼국사기 김후직 열전[깨진 링크(과거 내용 찾기)]